# バレーボールルーマニア男子代表
バレーボールルーマニア男子代表は、バレーボールの国際大会で編成されるルーマニアの男子バレーボールナショナルチームである。

## 歴史
1947年に国際バレーボール連盟へ加盟。第1回大会の1949年世界選手権、第2回大会の1950年欧州選手権に初出場を果たした東欧の古豪である。1950年代から1960年代にかけて強豪国として活躍し、世界選手権で銀メダル（1956年、1966年）、銅メダル（1960年、1962年）を獲得、欧州選手権では優勝（1963年）、準優勝（1955年、1958年）を飾った。
しかし、1970年代の欧州選手権3位入賞（1971年、1977年）の後は徐々に低迷。西側諸国のボイコットにより1980年モスクワオリンピックで銅メダルを獲得したものの、1980年代以降はオリンピック、世界選手権の出場から遠ざかり、1990年代以降は欧州選手権の出場からも遠ざかった。近年は世界選手権大陸予選、欧州選手権予選の1次ラウンドから参加している。

## 過去の成績

### オリンピックの成績
- 1964年 - 4位
- 1968年 - 不出場
- 1972年 - 5位
- 1976年 - 不出場
- 1980年 - 銅メダル

### 世界選手権の成績
| - 1949年 - 5位 - 1952年 - 4位 - 1956年 - 銀メダル - 1960年 - 銅メダル - 1962年 - 銅メダル - 1966年 - 銀メダル | - 1970年 - 7位 - 1974年 - 6位 - 1978年 - 13位 - 1982年 - 15位 - 1998年 - 欧州予選敗退 - 2002年 - 欧州予選敗退 | - 2006年 - 欧州予選敗退 - 2010年 - 欧州予選敗退 |  |

### ワールドカップの成績
- 1965年 - 6位
- 1969年 - 7位

### 欧州選手権の成績
| - 1950年 - 5位 - 1951年 - 4位 - 1955年 - 準優勝 - 1958年 - 準優勝 - 1963年 - 優勝 - 1967年 - 5位 - 1971年 - 3位 - 1975年 - 4位 | - 1977年 - 3位 - 1979年 - 7位 - 1981年 - 5位 - 1983年 - 8位 - 1985年 - 8位 - 1987年 - 10位 - 1989年 - 12位 - 1995年 - 12位 | - 2003年 - 予選敗退 - 2007年 - 予選敗退 - 2009年 - 予選敗退 - 2011年 - 予選敗退 |